# Цуканов Володимир Володимирович
Володи́мир Володи́мирович Цука́нов (нар. 17 січня 1983 Івано-Франківськ, УРСР — 16 червня 2023 поблизу Бахмута, Україна) — український військовий, солдат 711 полку, кавалер ордена «За мужність».

## Біографія
Народився 17 січня 1983 року в місті Івано-Франківськ. Навчався в школі № 21 яку закінчив 1999 року після чого вступив на факультет історії Прикарпатського університету. 18 березня 2022 року вступив до лав ЗСУ, воював в 711 полку. Загинув 12 червня 2023 року в населеному пункті Іванівське поблизу міста Бахмут.
Посмертно нагороджений орденом «За мужність» ІІІ ступеня